# Svensk Tidskrift
Svensk Tidskrift (SvT) är en svensk liberalkonservativ idétidskrift, grundad 1911 av Eli F. Heckscher och Gösta Bagge.
Svensk Tidskrift har tidigare beskrivits som närstående Moderata samlingspartiet. Idag är "...Svensk Tidskrift partipolitiskt och organisatoriskt obunden, men fortsätter traditionen att vara ett forum för borgerlig idédebatt med fast förankring i en liberalkonservativ tradition". Chefredaktör är Amanda Wollstad.

## Historik
Svensk Tidskrift grundades 1911 i Stockholm under redaktion av professor Eli F. Heckscher och docent Gösta Bagge. Tidskriftens uppgift var i främsta rummet politisk, det vill säga den skulle sysselsätta sig med de för statslivet viktiga frågorna, vilka i den behandlades översiktligt och allmänfattligt, dels i större uppsatser, dels i en fortlöpande följd av smärre artiklar under rubriken "Dagens frågor". Skilda åsikter fick göra sig gällande; redaktionens ståndpunkt, som var oberoende av de särskilda politiska partiernas program, hävdade statsarbetets effektivitet, till vård om landets inre och yttre styrka, till stöd för landets gemensamma uppgifter och främjande av statsintresset mot enskilda partiers eller klassers oberättigade anspråk. De områden, som flitigast behandlades, var riksdagsarbetet, utrikespolitiken, de ekonomiska och sociala förhållandena, försvarsfrågan, de kyrkliga aktualiteterna, folkbildningsarbetet samt litteratur och konst.
Till tidningens fasta medarbetare hörde, utom utgivarna, Herman Brulin, Sam Clason, Sigurd Curman, Carl Hallendorff, Gustaf Stridsberg, Verner Söderberg och Oscar Wieselgren, till de mera framträdande tillfälliga Sune Bergelin, Bertil Boëthius, Hans Ericson, Hjalmar Holmquist, Hugo Jungstedt, Otto Järte, Carl Rosenblad, Nils Rosenblad, Nathan Söderblom, Ernst Herman Thörnberg, Knut Bernhard Westman, Einar af Wirsén och Nils Wohlin. 
Illustrationer förekom. Tidskriften utkom i det tidiga skedet i åtta–tio häften om året om sammanlagt mer än 600 sidor, prenumerationspriset var till en början 7,50 kronor men blev snart höjt till 10 kronor. Upplagan var först 2 000 exemplar, men växte inom två år till 3 500. Tidskriftens redaktion utgav 1913 Försvarsfrågan. En handledning, som samma år utgick i fem upplagor om 19 000 exemplar.
Chefredaktörer var 1911–1918 Eli F. Heckscher och Gösta Bagge, 1919–1930 Gösta Bagge, 1921–1922 Gösta Bagge och Yngve Lorents, 1923–1924 Axel Boëthius, 1925 Verner Söderberg, 1926–1930 Erik Fahlbeck och 1931–1932 Ivar Anderson.
Tidskriften lades därefter ned, men återuppstod 1936 med Elis Håstad som chefredaktör, som efterföljdes av Gösta Bagge som återkom på posten 1949, 1951 följd av Gerhard Hafström.
Redaktörer var därefter Erik Anners 1957–1979, Margaretha af Ugglas 1980–1990, 1990 Gunnar Hökmark, 1991–1994 Odd Eiken, 1995–1996 Bo Hugemark, 1996 Anders Borg, 1996 Jonas Hellman, 1998 Anders Hultin, 1999–2000 Fredrik Erixon samt 2000–2004 Per Heister.
Efter att 2004 lagts ned återuppstod tidskriften på nytt 2006 med Ulrika Karlsson som huvudredaktör. 2009 fick tidskriften ny ledning med ledarskribenten Cecilia Brinck som redaktör, Maria Eriksson som redaktionssekreterare, Anders Ydstedt som teknisk redaktör och Mats Johansson ny styrelseordförande.
2010 tillträdde Maria Eriksson som chefredaktör, vilket hon var fram till 2016, när Amanda Wollstad tog över.
I samband med hundraårsjubileet år 2011 öppnades ett digitalt arkiv som gör det möjligt att läsa alla artiklar som publicerats sedan 1911. 
Sedan 2012 är Anders Ydstedt styrelseordförande.

## Förlagsverksamhet
Svensk Tidskrift är också ett förlag som regelbundet ger ut böcker relaterade till tidskriften. Sedan 2013 ger Svensk Tidskrift ut en årsbok med de mest lästa skribenternas texter.

### Fotnoter
1. ↑  ”Från Svensk Tidskrifts webbplats”. Arkiverad från originalet den 21 augusti 2019. https://web.archive.org/web/20190821220411/http://www.svensktidskrift.se/avsiktsforklaring/. Läst 9 juli 2025.
2. ↑  ”Svensk Tidskrift – Redaktion”. http://www.svensktidskrift.se/?page_id=4. Läst 29 juli 2017.
3. 1 2  Svensk uppslagsbok, 2:a upplagan 1954 Arkiverad 20 mars 2014 hämtat från the Wayback Machine.
4. 1 2
5. ↑  ”Svensk Tidskrift 100 år” (på svenska). Svensk Tidskrift. Arkiverad från originalet den 29 juli 2017. https://web.archive.org/web/20170729184334/http://www.svensktidskrift.se/svensk-tidskrift-100-ar/. Läst 29 juli 2017.
6. ↑  ”Förlagsaktiebolaget Svensk Tidskrift”. Förlagsaktiebolaget Svensk Tidskrift. 209004. http://forlag.svensktidskrift.se/. Läst 9 juli 2025.